# 胡椒球彈

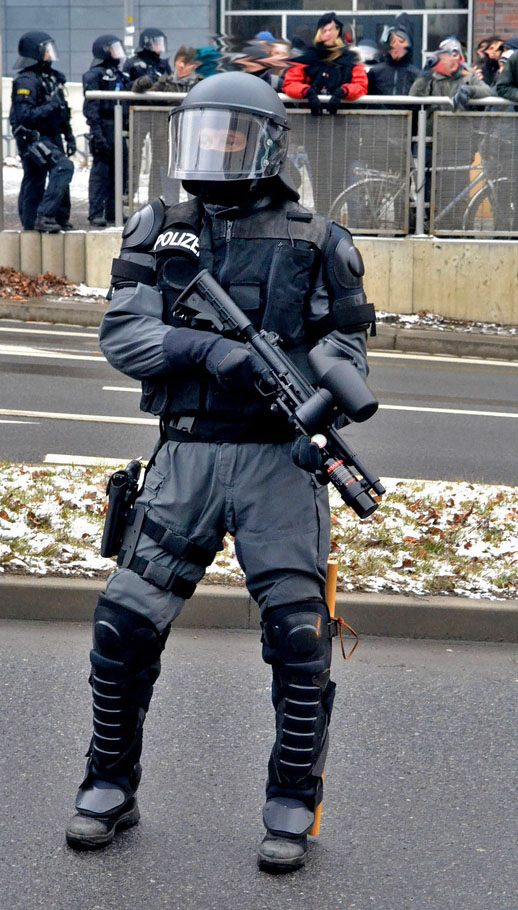
一名持有胡椒球發射器的德國警察

胡椒球彈,又名胡椒球或胡椒彈，是一種內含催淚性化學粉末的低致命性彈頭。其所含粉末的成分類似於胡椒噴霧，常被警方用於防暴 、驅散等用途。
它主要是由特製發射器，或是經改裝的漆彈發射器發射。

## 原理
胡椒球彈擊中人體後不會造成穿透，而是會在人體表面破裂，並釋放內含的催淚性粉末，以達至催淚效果。被胡椒球彈擊中的人會有強烈痛感，並因催淚粉末刺激而感到刺眼等。

## 致命性
雖然被歸類為低致命性武器，但胡椒球彈不可在近距離向人發射，也不應瞄準臉部、眼睛、喉嚨等部位，否則有機會引致死亡。

## 不當使用

### 美國
在2004年的一次示威遊行中，一名21歲美國人Victoria Snelgrove被波士頓警方發射的胡椒球擊中死亡。

### 香港
香港警方在2019年鎮壓反對逃犯條例修訂草案運動時曾使用胡椒球槍，根據生產商資料胡椒彈，香港警方使用的胡椒球彈槍射程超過45米，須避免向1.8米內的人士射擊，意外射中眼部有機會造成永久傷害甚至致命。生產商的使用指引表明如射向頭部、頸、胸、心臟或脊骨可引致嚴重受傷或死亡，但香港警察在鎮壓反送中示威時被發現在近距離向人群射擊，警方記者會表示當時發射距離約一至兩米，警方認為安全距離，比生產商指引的安全距離最少1.8米短，人權組織指出是嚴重違反使用指引。在12月25日有記者被警察的胡椒球彈射中頭部流血，右額有一道頗深的傷口，惟警方趕走協助受傷記者包紮的記者同業及義務急救員，並以非法集結拘捕。